# Adoretus
Genre
Adoretus est un genre d'insectes de l'ordre des coléoptères, de la famille des scarabéidés.

## Espèces
- Adoretus sinicus